# Cobbler (deser)
Cobbler – słodkie ciasto owocowe charakterystyczne dla kuchni anglosaskich, wymyślone przez amerykańskich pionierów w XIX wieku.

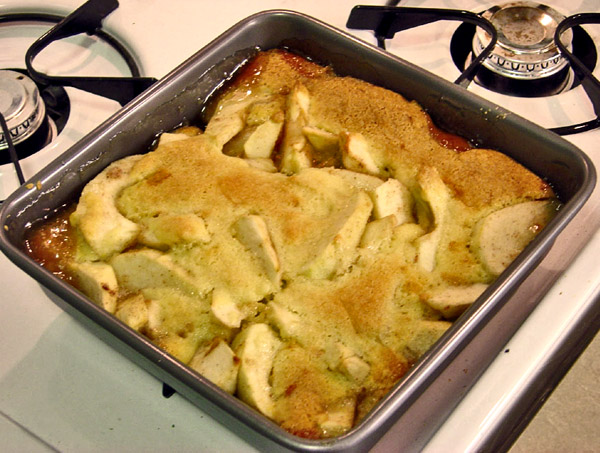
Domowy cobbler jabłkowy

Podstawą deseru jest ciasto wykonane z mąki, cukru, proszku do pieczenia, soli oraz maślanki lub masła. Dodatkiem do niego są pokrojone w plastry owoce, najczęściej jabłka, brzoskwinie i jagody. Owoce te umieszcza się albo na dnie wysmarowanej masłem formy do pieczenia i przykrywa ciastem lub kładzie się na wierzchu ciasta. W przypadku jabłek, oprócz cynamonu i cukru doprawia się owoce miodem, melasą, zielem angielskim, gałką muszkatołową, startym imbirem, a rzadziej skórką z pomarańczową lub cytrynową. Jabłka mogą być wstępnie upieczone lub ugotowane, aby stały się bardziej miękkie, co jest szczególnie przydatne w przypadku kwaśnych odmian o twardym miąższu, takich jak np. Granny Smith. W przypadku cobblera brzoskwiniowego owoce posypuje się cukrem, co powoduje powstanie syropu podczas pieczenia. Używa się w tym wypadku ciasta biszkoptowego albo ciasta na pierogi. Podczas przygotowywania cobblera jagodowego owoce posypuje się odrobiną skrobi kukurydzianej, która zagęszcza sok uwalniany podczas pieczenia i zapobiega rozmoczeniu ciasta. 
Deser serwuje się z gałką lodów waniliowych czy z bitą śmietaną. 
Ciasto jest bardzo popularne w Stanach Zjednoczonych. 13 kwietnia obchodzony jest corocznie Narodowy Dzień Cobblera Brzoskwiniowego. Odbywają się liczne letnie festiwale tego wypieku, takie jak m.in. Doroczny Festiwal Brzoskwiń w Ruston (Luizjana), który zasłynął z wpisania do Księgi rekordów Guinnessa największego cobblera brzoskwiniowego (2015).
Cobbler jest często mylony z crumble, w którym owoce przykrywa się kruszonką